# Europäische Geruchseinheit

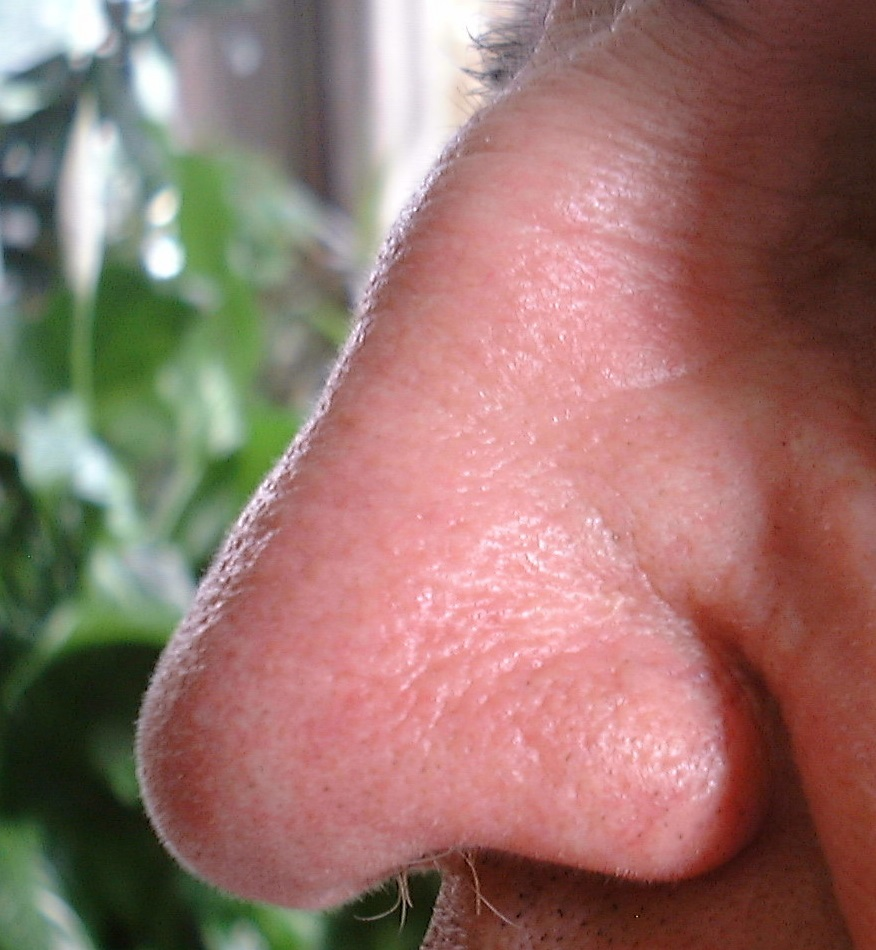
Menschliche Nase

Die Europäische Geruchseinheit (GEE; englisch European odour unit (ouE)) ist die in Europa übliche Maßeinheit zur Quantifizierung von Gerüchen. Sie wird in der Norm EN 13725 standardisiert. Bezogen auf eine Volumenangabe dient sie zur Angabe von Geruchsstoffkonzentrationen.

## Definition und Hintergrund
Eine Geruchseinheit je Kubikmeter (1 GE/m³) stellt per Definition die Geruchsstoffkonzentration an der Geruchsschwelle dar, die bei 50 % der Bevölkerung zu einem Geruchseindruck führt. Der Bezug der Geruchseinheit auf die Hälfte der Bevölkerung lehnt sich an die Definition der letalen Dosis an, die auch auf eine Wirkung bei 50 % einer Grundgesamtheit abstellt.
Die Schwierigkeit bei der Olfaktometrie, also der messtechnischen Erfassung von Gerüchen, liegt darin, den von einer Substanz ausgelösten Reiz in Verbindung zu bringen mit dem physiologischen Effekt beim Menschen. Zur Herstellung der Reproduzierbarkeit wird als Bezugseinheit die europäische Referenzgeruchsmasse definiert (European Reference Odour Mass - EROM). Ein EROM entspricht 123 µg n-Butanol.
Darauf basierend wird als Europäische Geruchseinheit die Menge an Geruchsstoffen verstanden, die nach Verdampfen in 1 m3 Neutralluft unter Normbedingungen die gleiche physiologische Reaktion in einer Gruppe von Prüfpersonen hervorruft wie 123 µg n-Butanol, wenn dieses in 1 m3 Neutralluft unter Normbedingungen verdampft wird.
Bereits in der aus dem Jahr 1986 stammenden VDI 3881 Blatt 1, die im Jahr 2003 durch die DIN EN 13725 abgelöst wurde, wurde die Geruchseinheit in vergleichbarer Weise definiert, allerdings ohne einen Referenzstoff zu benennen: 1 GE/m3 entsprach der Geruchsschwelle.
Analog zur Erfassung von Schallimmissionen wird in der Norm EN 13725 vorgeschlagen, Geruchspegel in Dezibel (dBod) anzugeben, da eine Änderung der Reizstärke keine gleichartige Änderung der Wirkungszunahme bedeutet. Die Schwellenkonzentration von 1 GEE/m3 dient dabei als Bezugsgröße.

## Verwendung
Geruchskonzentrationen, also Geruchseinheiten pro Bezugsvolumen, werden in mehreren untergesetzlichen Regelwerken angewendet, z. B. in der 30. BImSchV oder in der TA Luft. Beide Regelwerke sehen für Abfallbehandlungsanlagen einen Grenzwert bzw. eine Emissionsbegrenzung von 500 GE/m3 vor. Beschränkungen von Geruchsemissionen sind ebenfalls Gegenstand zahlreicher Genehmigungsbescheide.
Konzentrationsangaben von Messungen werden zur Überprüfung der Einhaltung von Genehmigungsauflagen kaufmännisch gerundet und mit zwei signifikanten Stellen ausgewiesen. So werden z. B. vierstellige Ergebnisse auf ganze Hunderter und fünfstellige Ergebnisse auf ganze Tausender gerundet.